# Geghhovit
Geghhovit là một đô thị thuộc tỉnh Gegharkunik, Armenia. Dân số ước tính năm 2011 là 6553 người.